# Nuit et brouillard
|  | Aquest article tracta sobre la cançó de Jean Ferrat. Si cerqueu el documental d'Alain Resnais, vegeu «Nit i boira». |

Nuit et brouillard (en català: Nit i boira) és una cançó de Jean Ferrat apareguda el mes de desembre de 1963 dins de l'àlbum del mateix títol. Ferrat n'és l'autor de la lletra i de la música, així com l'intèrpret.
Nuit et brouillard és una cançó a la memòria de les víctimes del camps de concentració nazis de la Segona Guerra Mundial i, en particular, a la memòria del seu pare, jueu emigrat de Rússia i mort a Auschwitz. El títol fa referència a la directiva Nuit i brouillard signada el 1941 per Adolf Hitler, que estipula que les persones que representin una amenaça per al Reich o l'armada alemanya dins els territoris ocupats seran condemnats a mort o deportats.
Per aquesta cançó Jean Ferrat va rebrer el gran premi del disc de l'Académie Charles-Cros el 1963. Aquí va començar l'èxit del cantant.
Altres intèrprets s'han fet seva aquesta cançó: David Olaïzola, Enrico Macias, Isabelle Aubret, Natacha Ezdra.